# Neunkirchen-Seelscheid
Neunkirchen-Seelscheid is een gemeente in de Duitse deelstaat Noordrijn-Westfalen, gelegen in de Rhein-Sieg-Kreis. De gemeente telt 19.698 inwoners (31 december 2020) op een oppervlakte van 50,62 km².

## Plaatsen in de gemeente Neunkirchen-Seelscheid
Balensiefen, Birken, Birkenfeld, Birkenmühle, Brackemich, Breiderheide, Bruchhausen, Busch, Effert, Eich, Eischeid, Gutmühle, Hardt, Hasenbach, Hausermühle, Heister, Herkenrath, Hermerath, Hochhausen, Hohn, Hülscheid, Ingersau, Ingersaueler Mühle, Kaule, Köbach, Krahwinkel, Krawinkel, Mohlscheid, Nackhausen, Neunkirchen, Niederhorbach, Niederwennerscheid, Oberdorst, Oberheister, Oberhorbach, Oberwennerscheid, Ohlig, Ohmerath, Pinn, Pohlhausen, Pütz, Rehwiese, Remschoß, Rengert, Renzert, Rippert, Scherpekotten, Schöneshof, Seelscheid, Siefen, Söntgerath, Stein, Steinermühle, Straßen, Wahlen, Wahn, Weiert, Wende, en Wolperath.

## Afbeeldingen

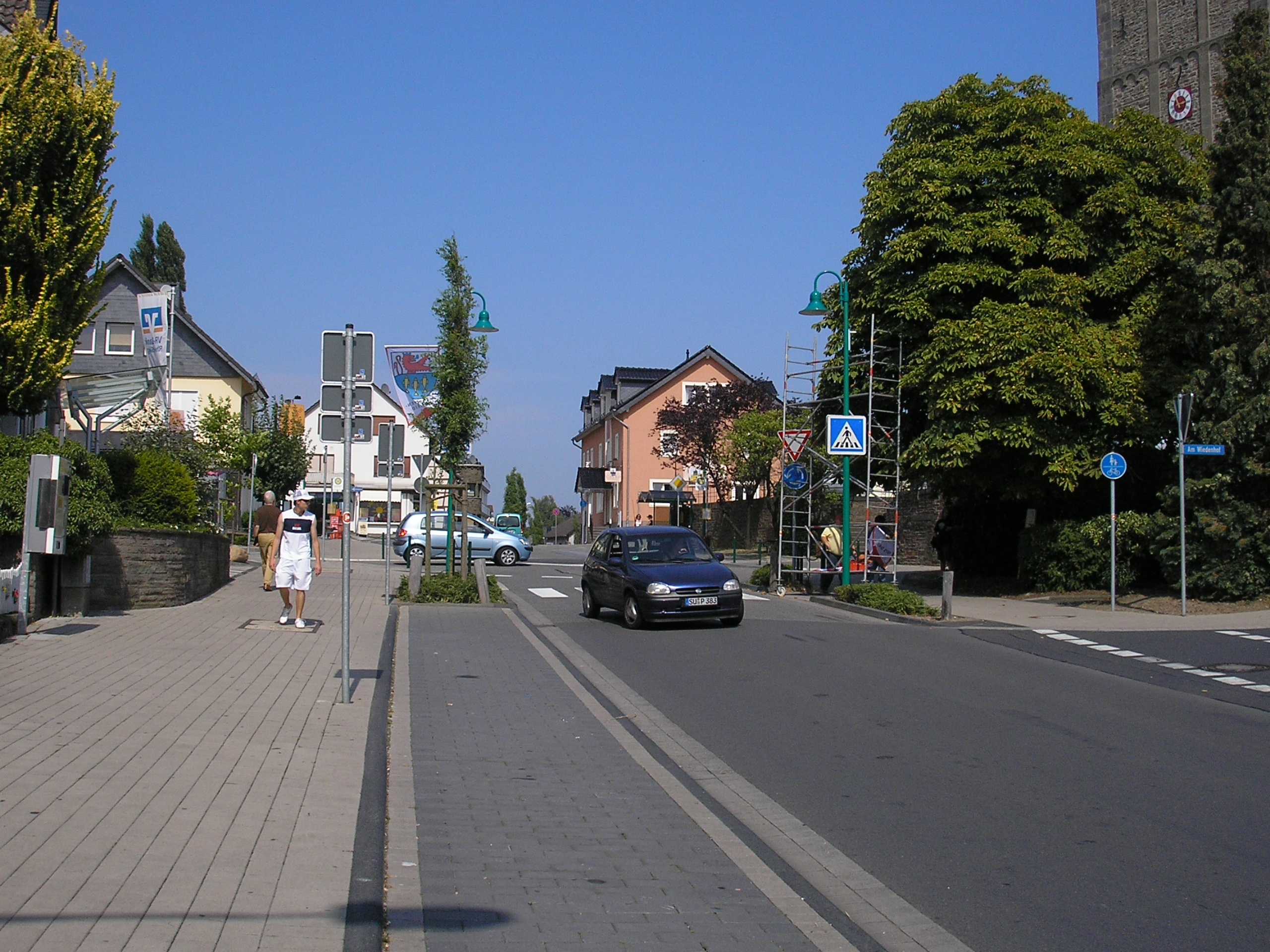
Hauptstrasse
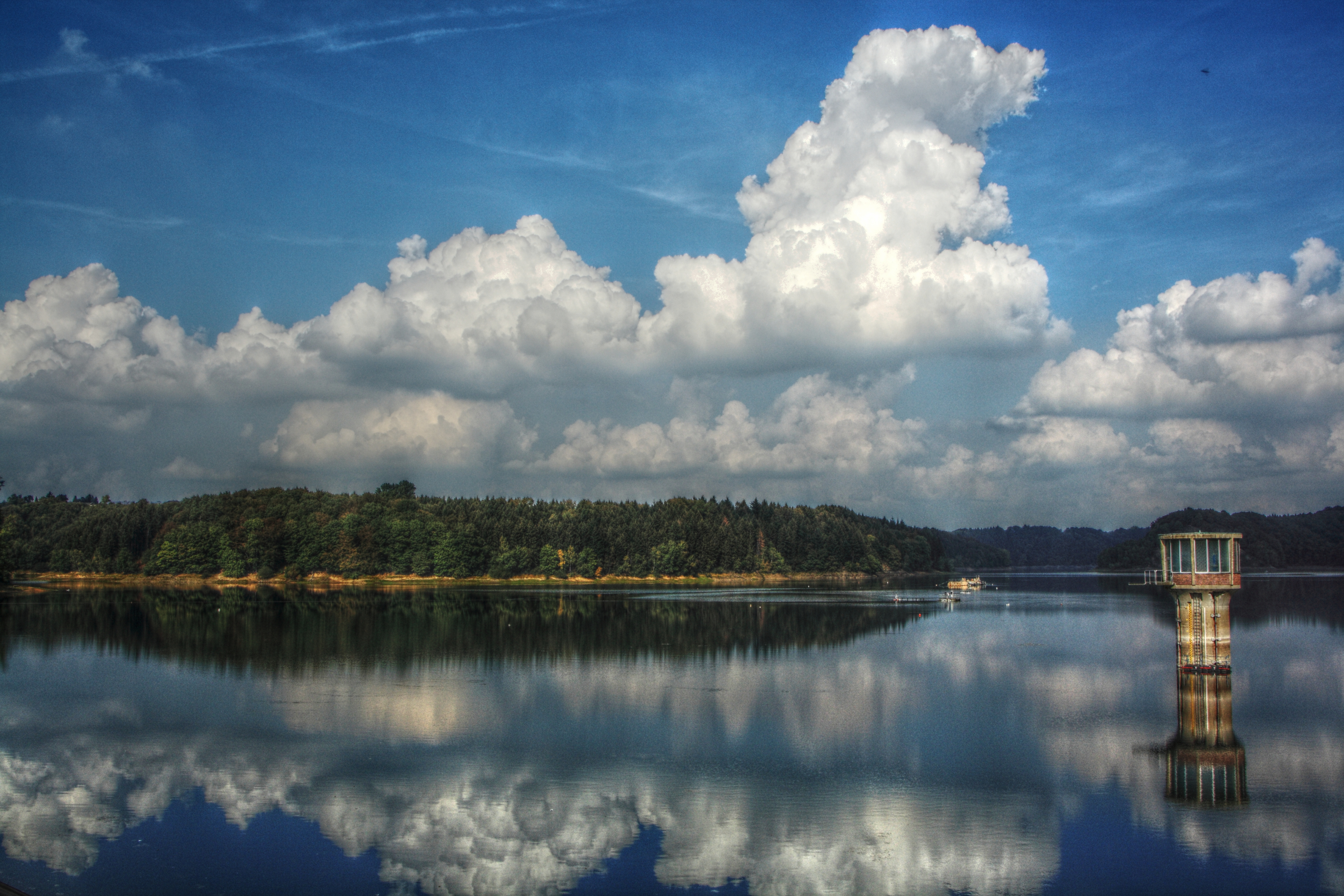
Wahnbachtalsperre
Gezicht op Neunkirchen

Alfter · Bad Honnef · Bornheim · Eitorf · Hennef · Königswinter · Lohmar · Meckenheim · Much · Neunkirchen-Seelscheid · Niederkassel · Rheinbach · Ruppichteroth · Sankt Augustin · Siegburg · Swisttal · Troisdorf · Wachtberg · Windeck